# Abdelhakim Maazouz
Abdelhakim Maazouz, född 22 augusti 1975, är en algerisk friidrottare. Han deltog vid olympiska sommarspelen 2004.